# Liga ASOBAL de 2004–05
A Liga ASOBAL de 2004–2005 foi a 15º edição da Liga ASOBAL como primeira divisão do handebol espanhol. Com 14 equipes participantes o campeão foi o SDC San Antonio.